# 心理 (アルバム)
「心理」（しんり）は日本のシンガーソングライター・折坂悠太の3枚目のスタジオ・アルバムである。2021年10月6日に発売された。

## 背景とリリース
本アルバムの発売は、2021年7月28日にアナウンスされた。同年9月7日にはアルバムの収録内容が発表された。アルバムは通常盤と初回限定盤の2形態用意され、初回限定盤には、6月に東京・USEN STUDIO COASTにて行われたワンマンライブ「折坂悠太単独公演2021＜＜＜うつつ＞＞＞」のライブ映像や、河合宏樹によるドキュメンタリー映像が収録された。

## 制作
本作に収録されているほとんどの楽曲は、「折坂悠太」（重奏）のメンバーが同時に録音を実施し、曲によってはセッションを重ねたものを折坂が編集した。折坂は本作の制作を2019年冬に開始したが、緊急事態宣言を受けて2020年4月に予定していたレコーディングを一時断念。コロナ禍の影響により収録曲が見直され、もともと収録予定だった楽曲も改編や再録が行われたという。レコーディングやミックス、マスタリングは中村公輔が担当し、ジャケットは写真を塩田正幸、デザインを鈴木聖が手がけている。
アルバム発売の告知に際して折坂悠太は「何かに例えることができない。このアルバムは、簡単な物語に消化される事を拒んでいます。それでも私は表現者なので、表現できなければ終わりです。悩んだ末、『心理』と名をつけました」とコメントした。

## 音楽性
本作の音楽性は、アコースティックを主体としてフォーク・ロックから河内音頭、サンバ、ノー・ウェイヴといったジャンルを取り込んだものとなっている。またサム・ゲンデルがサックスとして参加した「炎」など、隙間のあるリズムと包み込むようなアンビエントが織りなす多層的なサウンドも本作の特色である。

## 評価と批評
- 音楽ジャーナリストの柴那典は、前作以降の3年間でドラマ、映画、CMなど様々なメディアを通して、折坂の声を耳にする人が増えていったことや、一方で「折坂悠太自身もJ-POPというフィールド、今の時代の大衆音楽に向き合う経験を重ねてきた」ことを挙げ、「新作には、その足跡から得たものも結実しているように思える」と評した[11]。
- 岡村詩野は、「”エグいジャパニーズ・フォークロア”的なスタイルがいっそう強力に」なっており、「前作（引用者注：『平成』）を上回る完成度で、今年最大級の重要作」であるとした[2]
- ミュージック・マガジンの峯大貴は、「こんな誠実な作品は聴いたことがない」と称賛し、同誌の編集長・久保太郎は、「あまり容易に形容したくないものの。東アジア/列島社会に根付いたものを掘り起こしているような唱法の開放感と音楽的な快感は得難いものがある」と評した[1]。

## 収録曲
| 全編曲: 折坂悠太。 |                                      |                    |           |       |
| #                  | タイトル                             | 作詞               | 作曲      | 時間  |
| 1.                 | 「爆発」                             | 折坂悠太           | 折坂悠太  | 3:20  |
| 2.                 | 「心」                               | 折坂悠太           | 折坂悠太  | 4:42  |
| 3.                 | 「トーチ」                           | 折坂悠太           | butaji    | 4:55  |
| 4.                 | 「悪魔」                             | 折坂悠太           | 折坂悠太  | 3:03  |
| 5.                 | 「nyunen」                           |                    | 折坂悠太  | 2:06  |
| 6.                 | 「春」                               | 折坂悠太           | 折坂悠太  | 4:02  |
| 7.                 | 「鯱」                               | 折坂悠太           | 折坂悠太  | 3:28  |
| 8.                 | 「荼毘」                             | 折坂悠太           | 折坂悠太  | 4:14  |
| 9.                 | 「炎」(feat. Sam Gendel)             | 折坂悠太           | 折坂悠太  | 5:44  |
| 10.                | 「星屑」                             | 折坂悠太           | 折坂悠太  | 3:48  |
| 11.                | 「kohei」                            |                    | 折坂悠太  | 2:39  |
| 12.                | 「윤슬（ユンスル）」(feat. イ・ラン) | イ・ラン、折坂悠太 | 折坂悠太  | 4:42  |
| 13.                | 「鯨」                               | 折坂悠太           | 折坂悠太  | 4:27  |
| 合計時間:          | 合計時間:                            | 合計時間:          | 合計時間: | 51:09 |